# ریموند انطاکیه
ریموند انطاکیه (انگلیسی: Raymond of Antioch؛ ح. ۱۱۹۵–۱۲۱۳)، بزرگ‌ترین فرزند بوهموند چهارم، شاهزاده انطاکیه بود. وی در ۱۸ سالگی، در حالی که جانشین شاهزاده‌نشین انطاکیه و کنت‌نشین طرابلس بود توسط حشاشین‌ها در سال ۱۲۱۳ در بیرون از کلیسای اعظم طرطوس به قتل رسید. با توجه به درگیری بوهموند چهارم با شوالیه‌های مهمان‌نواز، احتمالاً این اقدام به خواست آنها رخ داده‌است.
در پاسخ به این قتل، بوهموند با همراهی شوالیه‌های معبد قلعه الخوابی را در سال ۱۲۱۴ محاصره کرد. حشاشین‌ها از امیر ایوبی حلب، الظاهر غازی، تقاضای کمک کردند اما وی به واسطه درگیری با عمویش العادل، سلطان ایوبیان، نتوانست اقدامی کند. پس از آن، المعظم عیسی، فرزند العادل، حملاتی به قلمروی بوهموند در طرابلس ترتیب داد. بوهموند نیز با توجه به شرایط، از محاصره دست کشید و به انطاکیه بازگشت.